# Auguste Coutin (médailleur)
Pour l’article homonyme, voir Auguste Coutin.
Auguste Victor Coutin est un sculpteur et médailleur français né le 11 juin 1864 à Paris, où il est mort le 30 janvier 1942.

## Biographie

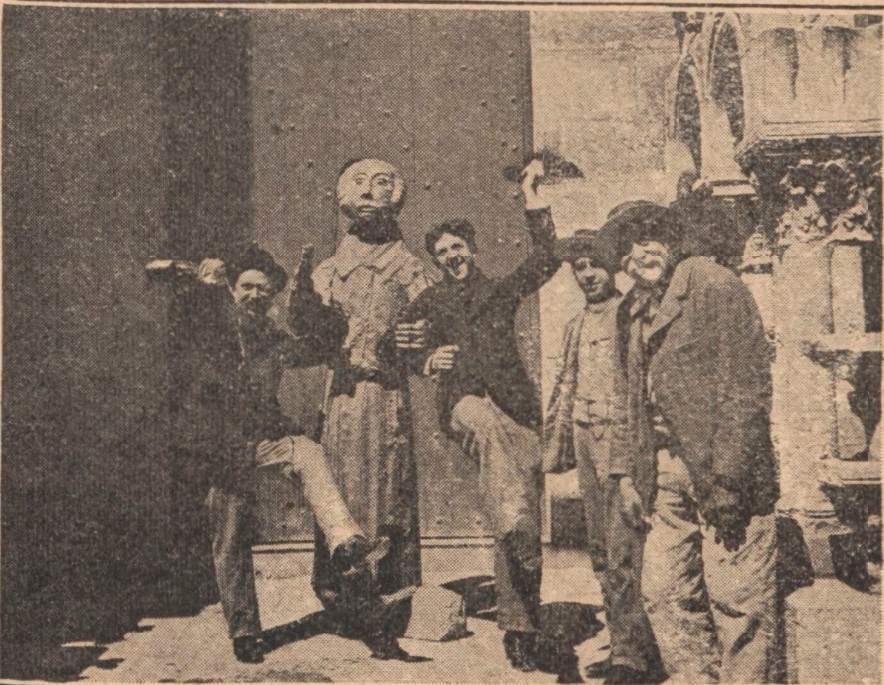
Auguste Coutin, Eugène Bourgoin, Fivet et le Père Doucet, 6 août 1898

Élève d'Aimé Millet et Augustin-Jean Moreau-Vauthier, il participe au chantier de restauration de la cathédrale de Reims, notamment les statues des rois de Juda. Il expose au Salon des artistes français en 1910 et 1912 et au Salon des Tuileries.
Il se marie en 1889 avec sa cousine Clotilde Julie Collinet, fille de Jules Collinet et Héloïse-Nicole Coutin; ils eurent un fils Robert Coutin, lui aussi sculpteur.
Il habite et a son atelier de modelage jusqu'en 1914 au 154 de la rue Neuve (actuellement rue Gambetta) à Reims.
En 1920, il donne des cours de dessin, modelage et sculpture au palais du Trocadéro avec son fils.

## Œuvres

### Dallage, pavement
- Carreaux de dallage à figures, quatre dalles en style du XIIIe siècle, représentant moissonneurs et vignerons, ancienne église de Witry-lès-Reims, 1893-1894, médaille d'argent de l'Académie nationale de Reims[3]
- Le récit de Joseph dans la Genèse, pavement de la chapelle Saint Joseph, cathédrale de Reims, 1898, médaille d'or de l'Académie nationale de Reims[4]

### Médailles
- Médaille de Ludwig van Beethoven
- Médaillon en bronze de Jean-Baptiste Langlet, Fontaine des Boucheries puis Cours Jean-Baptiste-Langlet à Reims
- Médaillon de M. Wéry-Mennesson, 1901[5]

### Sculptures

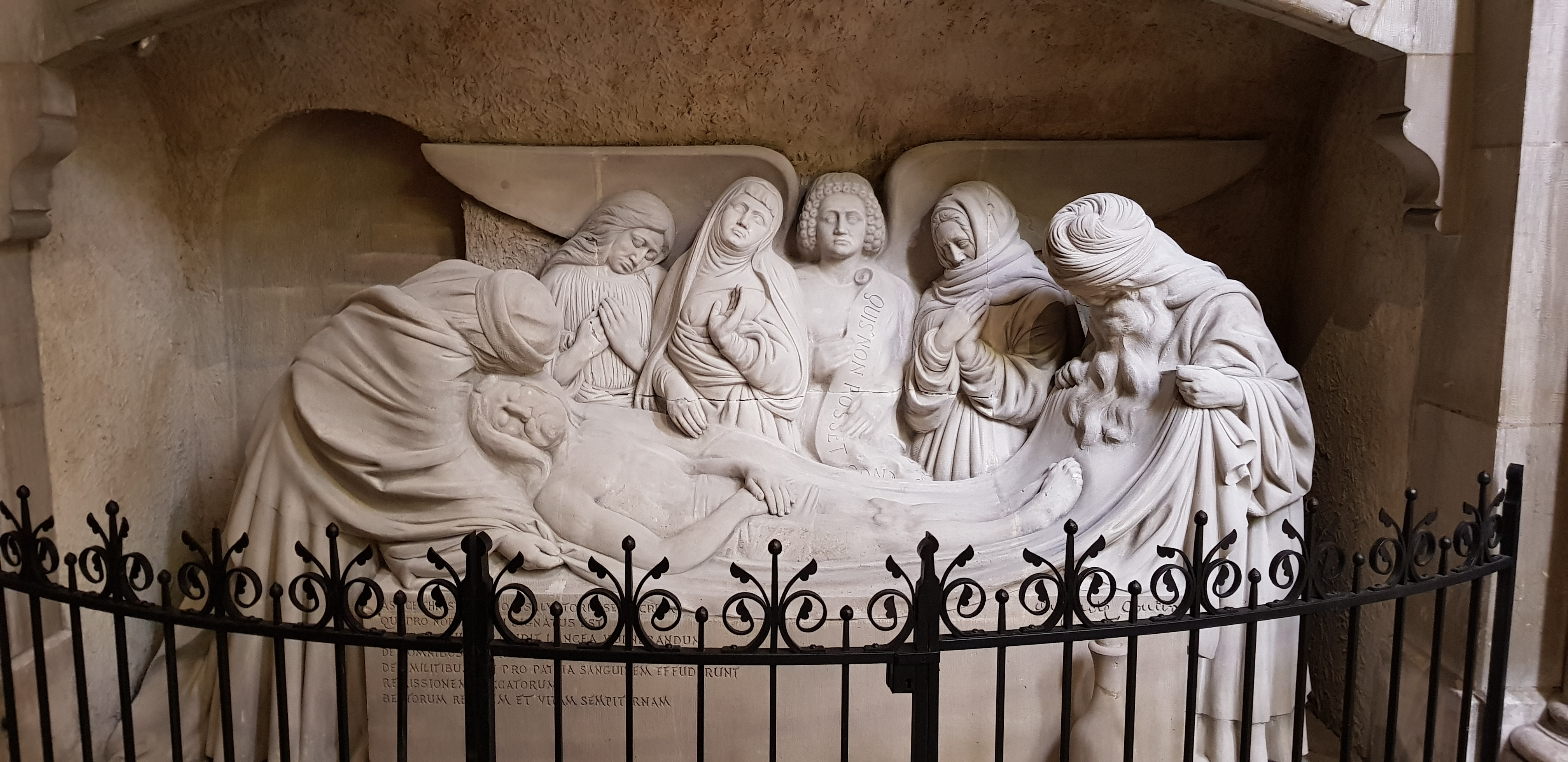
Mise au tombeau de Jésus, basilique du Sacré-Cœur de Rouen, 1917

- Le Saint Suaire de Turin, bronze, 1903
- Les Saisons, Salon des artistes français, 1910 [6]
- Quatre Saisons, bronze, 1910
- Buste de Beethoven en terre cuite sur un socle en bois
- Buste du Docteur Mougeot, médecin, maire de Saint-Dizier, Salon des artistes français, 1912 [7]

### Écrits
- Guide éducatif de la cathédrale de Reims, manuscrit